# إيفان فورنس
إيفان فورنس (بالفرنسية: Evan Furness) هو لاعب كرة مضرب فرنسي، ولد في 13 أغسطس 1998 في بونتيفي في فرنسا.

## وصلات خارجية
- إيفان فورنس على موقع رابطة محترفي التنس (الإنجليزية)
- إيفان فورنس على موقع الاتحاد الدولي لكرة المضرب (الإنجليزية)
- إيفان فورنس على موقع خلاصة التنس.كوم (الإنجليزية)